# Rolf Johannessen
Rolf Johannessen (Fredrikstad, 1910. március 15. – 1965. február 2.) norvég labdarúgóhátvéd, sportvezető.